# Gunnar Lehmann
Gunnar Lehmann (* 1993 in Ludwigsfelde) ist ein deutscher Agrarwissenschaftler und Politiker (BSW).
Lehmann studierte Agrarwissenschaften und absolvierte seinen Master an der Universität Göttingen.
Gunnar Lehmann wurde 2024 Mitglied des Bündnis Sahra Wagenknecht und zog bei der Landtagswahl in Brandenburg 2024 über den 13. Listenplatz der BSW-Landesliste in den 8. Brandenburger Landtag ein.